# Angela Brambati

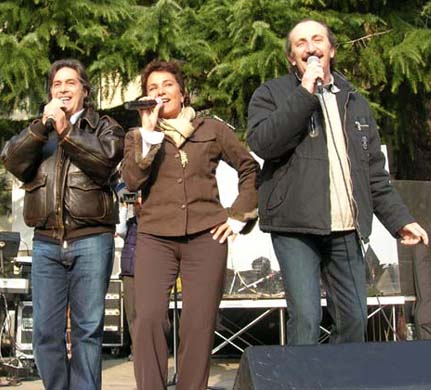
Zespół Ricchi e Poveri. Angela Brambati (w środku).

Angela Maria Teresa Brambati (ur. 20 października 1947 w Mignanego) – włoska piosenkarka, najbardziej znana jako członkini zespołu muzycznego Ricchi e Poveri.

## Życiorys
Dzieciństwo spędziła w Roccaforte Ligure w prowincji Alessandria, natomiast młodość w Genui, gdzie w 1964 r. założyła trio I Preistorici, w którym występowała do 1967 r. (w latach 1964–1966 nagrała z tym zespołem trzy single). W tamtym czasie nazywano ją „genueńską Ritą Pavone”. Pracowała wówczas, jako ekspedientka na stacji benzynowej. W 1967 r. Francesco „Franco” Gatti i Angelo Sotgiu zaprosili ją do stworzonej przez siebie grupy Ricchi e Poveri (wówczas jeszcze pod nazwą Fama Medium). Wkrótce do zespołu dołączyła koleżanka Angeli ze szkoły śpiewu – Marina Occhiena. Wspólnie stworzyli kwartet polifoniczny, który stał się znany w całym kraju. Wraz z tą grupą reprezentowała Włochy na Konkursie Piosenki Eurowizji w 1978 r. i uczestniczyła w licznych festiwalach w San Remo, zdobywając dwukrotnie 2. miejsce (w 1970 r. i 1971 r.) i 1. miejsce w 1985 r. z piosenką „Se m’innamoro”. Koncertuje do dziś, od maja 2016 r. występując w duecie z Angelo Sotgiu. Śpiewała m.in. na koncercie w Zakopanem („Sylwester Marzeń” 2018/2019).

## Życie prywatne
Od 1963 r. była w związku z Angelo Sotgiu, z którym się zaręczyła. Rozstali się po utworzeniu zespołu Ricchi e Poveri, w którym od 1967 r. wspólnie występowali. W latach 70. poślubiła Marcello Brocherela, a w 1976 r. z tego związku narodził się syn Luca, który jest szefem kuchni w należącej do matki restauracji. Małżeństwo rozpadło się w 1981 r. z powodu nieformalnego związku Marcella z przyjaciółką Angeli – Mariną Occhieną (wówczas również członkinią Ricchi e Poveri).